# Le Porteur de cercueil
Pour plus de détails, voir Fiche technique et Distribution.
Le Porteur de cercueil (The Pallbearer) est un film américain réalisé par Matt Reeves et sorti en 1996.
Premier long métrage du réalisateur, il met en scène David Schwimmer et Gwyneth Paltrow dans les rôles principaux. Il est présenté dans la section Un certain regard du festival de Cannes 1996.

## Synopsis
Tom Thompson est âgé de 25 ans et vit toujours chez sa mère, envahissante. Alors qu'il vient d'achever ses études d'architecture, il est à la recherche d'un emploi pour avoir de l'argent et tenter de séduire Julie DeMarco, dont il est depuis longtemps amoureux. C'est alors qu'il est contacté par Ruth Abernathy, mère de Bill, un camarade de lycée qui vient de se suicider. Bien qu'il n'a aucun souvenir de Bill, il accepte d'être l'un des porteurs de cercueil et fait même un discours lors de l'oraison funèbre.

## Fiche technique
- Titre original : The Pallbearer
- Titre français : Le Porteur de cercueil
- Réalisateur : Matt Reeves
- Scénario : Jason Katims et Matt Reeves
- Musique : Stewart Copeland
- Directeur de la photographie : Robert Elswit
- Montage : Stan Salfas
- Costumes : Donna Zakowska
- Production : J. J. Abrams, Paul Webster
  - Production déléguée : Harvey Weinstein, Bob Weinstein
  - Production exécutive : Meryl Poster
- Sociétés de production : Miramax et The Players Chess Club
- Sociétés de distribution : Miramax
- Genre : comédie romantique
- Durée : 98 minutes
- Dates de sortie :
  - États-Unis : 3 mai 1996

## Distribution
- David Schwimmer (VF : Philippe Bozo ; VQ : Daniel Lesourd) : Tom Thompson
- Gwyneth Paltrow (VF : Gaëlle Savary ; VQ : Lisette Dufour) : Julie DeMarco
- Michael Rapaport (VF : Loïc Baugin ; VQ : Sébastien Dhavernas) : Brad Schorr
- Barbara Hershey (VF : Élisabeth Wiener ; VQ : Marie-Andrée Corneille) : Ruth Abernathy
- Toni Collette (VF : Christine Champneuf ; VQ : Hélène Mondoux) : Cynthia
- Carol Kane (VF : Marie-Madeleine Burguet-Le Doze ; VQ : Johanne Garneau) : la mère de Tom
- Michael Vartan (VF : Fabien Briche ; VQ : François Trudel) : Scott
- Bitty Schram (VF : Nathalie Spitzer ; VQ : Sonia Vachon) : Lauren
- Mark Margolis (VF : Michel Modo) : Philip DeMarco
- Greg Grunberg et Zak Orth : les cousins Abernathy
- Kevin Corrigan : un porteur de cercueil

 Source et légende : version française (VF) sur RS Doublage